# Dunmanway
Dunmanway (irl. Dúnmaonmhuí) – miasto w hrabstwie Cork, w południowo-zachodniej Irlandii. Jest to geograficzne centrum regionu zwanego West Cork. Najbardziej znane jest prawdopodobnie jako miejsce urodzenia się Sam Maguire, który był irlandzkim protestantem i republikaninem i którego imię nosi puchar All-Ireland Senior Football Championship.
Źródła podają różne znaczenia, jak i pochodzenia nazwy Dunmanway (z irlandzkiego może to być „zamek żółtej rzeki” lub „fort żółtych kobiet”).

## Historia
Za datę powstania Dunmanway uważa się koniec XVII wieku, kiedy Korona Angielska założyła tam kolonię zaopatrującą wojska maszerujące między Bandon a Bantry. W 1700 roku żyło tam około trzydziestu rodzin.

## Demografia
Istnieje specyficzny sposób nazewnictwa mieszkańców. Osoby takie nazywa się Doheny (podobnie jak osobę mieszkającą w Irlandii – Irlandczyk, czy osobę mieszkającą w Cork – Corkonian). Lokalny klub sportowy „GAA” nazywa się „The Dohenys”.
W ostatnich latach imigracja spowodowała duży wzrost liczebności mieszkańców. W latach 2002–2006 populacja wzrosła o 52%. W roku 2002 liczba ludności wynosiła 1532, a w roku 2006 – 2328.

## Narodowości
Jak na tak małe miasteczko Dunmanway jest bardzo kosmopolityczne. Imigracja zaczęła się w latach '70, głównie z Wielkiej Brytanii, Niemiec i Holandii. Imigracja z tych państw dalej ma miejsce, ze względu na atrakcyjność tego regionu. Dziś duży odsetek imigrantów pochodzi z Polski, Litwy i Wielkiej Brytanii. Dodatkowo można spotkać tam ludzi z Węgier, Estonii, Niemiec i wielu innych.

## Wyznania
Mieszkańcy Dunmanway są głównie wyznania rzymskokatolickiego z dużą mniejszością protestancką i mniejszą grupą neopogańską.
W mieście są dwa nurty protestanckie: Kościół Irlandii oraz Metodyzm.

## Transport
Stacja kolei została otwarta w Dunmanway 12 czerwca 1866 i została zamknięta 1 kwietnia 1961.